# L'Histoire d'un vilain rat
L'Histoire d'un vilain rat (anglais : The Tale of One Bad Rat) est une bande dessinée du britannique Bryan Talbot publiée sous forme de quatre comic books en 1994 par Dark Horse Comics et recueillie en album l'année suivante.

## Prix et récompenses
- 1996 : Prix Eisner du meilleur recueil
- 1999 : 
  -  Prix Bédélys Coup de Cœur
  -  Prix Haxtur de la meilleure histoire longue